# Tiedemann
Tiedemann ist ein deutscher Familienname.

## Namensträger
- Adolf von Tiedemann (1865–1915), deutscher Offizier, Kolonialist und Publizist
- Andreas von Tiedemann (* 1956), deutscher Agrarwissenschafter
- Andrew Tiedemann (* 1988), kanadischer Rugby-Union-Spieler
- Anja Tiedemann, deutsche Kunsthistorikerin
- Carl von Tiedemann (1878–1979), deutscher Generalleutnant
- Carlo von Tiedemann (1943–2025), deutscher Fernsehmoderator
- Charlotte Tiedemann (1919–1979), deutsche Sängerin und Filmschauspielerin
- Christoph Tiedemann (Domherr) (1516–1561), deutscher Domherr
- Christoph von Tiedemann (1836–1907), deutscher Verwaltungsjurist und Politiker
- Claus Tiedemann (* 1941), deutscher Sportwissenschaftler und Hochschullehrer
- Dieter Tiedemann (* 1935), deutscher Politiker (SPD), Senator
- Dietrich Tiedemann (1748–1803), deutscher Philosoph
- Emil Tiedemann († um 1892), deutscher Fotograf
- Emil Tiedemann (Fotograf, 1895) (1895–1978), deutscher Fotograf
- Ernst Tiedemann (1919–2007), deutscher Mediziner und Entwicklungshelfer
- Friedrich Tiedemann (1781–1861), deutscher Anatom und Physiologe
- Fritz Tiedemann (Politiker) (1872–1930), deutscher Politiker (NLP, DDP)
- Fritz Tiedemann (Fotograf) (1915–2001), deutscher Fotograf
- Gabriele Kröcher-Tiedemann (Nada; 1951–1995), deutsche Terroristin
- Gunther Tiedemann (* 1968), deutscher Musiker
- Gustav Tiedemann (1808–1849), Offizier in badischen und griechischen Diensten
- Heinrich Tiedemann (Politiker, 1800) (1800–1851), deutscher Landvermesser, Gutsbesitzer und Politiker, MdL Schleswig-Holstein
- Heinrich Tiedemann (Politiker, 1812) (Heinrich Christian Wilhelm Tiedemann; 1812–1882), deutscher Pädagoge und Politiker, MdHB
- Heinrich Tiedemann (Historiker) (1878–1952), deutscher Historiker
- Heinrich von Tiedemann (1924–2020), deutscher Journalist und Schriftsteller
- Heinrich von Tiedemann-Seeheim (1843–1922), deutscher Politiker
- Heinz Tiedemann (1923–2004), deutscher Biochemiker, Entwicklungsbiologe und Hochschullehrer
- Hella Tiedemann (1936–2016), deutsche Romanistin und Komparatistin
- Johann Gottfried Tiedemann (1803–1850), deutscher Kaufmann und Buchdrucker
- Johann Peter Tiedemann (1740–1816), deutscher evangelischer Propst, Geistlicher und  Theologe
- Dieter Johan Heinrich Tiedemann (1935-), Bremer Politiker

- Johannes Tiedemann (1503–1561), deutscher Domherr und Bischof von Lübeck
- Joseph Tiedemann (1884–1959), deutscher Architekt, Hochschullehrer und Denkmalpfleger
- Julia Tiedemann (* 1987), deutsche Politikerin (BIW, BD)
- Karl Tiedemann (Handballspieler), deutscher Handballspieler
- Karl Eduard von Tiedemann (1724–1792), deutscher Generalmajor
- Karl Joachim Schmidt-Tiedemann (1929–2014), deutscher Physiker
- Klaus Tiedemann (1938–2018), deutscher Rechtswissenschaftler und Hochschullehrer
- Ludwig von Tiedemann (1841–1908), Architekt
- Markus Tiedemann (* 1970), deutscher Philosoph, Fachdidaktiker und Jugendbuchautor
- Neil Edward Tiedemann (* 1948), US-amerikanischer Ordensgeistlicher, Weihbischof in Brooklyn
- Nicole Tiedemann-Bischop (* 1971), deutsche Kulturwissenschaftlerin
- Oswald Tiedemann (1824–1861), deutscher Schauspieler und Schriftsteller
- Otto von Tiedemann (1811–1892), preußischer Generalleutnant
- Paul Tiedemann (1935–2014), deutscher Handballspieler und -trainer
- Philip Tiedemann (* 1969), deutscher Regisseur
- Rolf Tiedemann (1932–2018), deutscher Philosoph, Philologe und Herausgeber
- Rolf Gerhard Tiedemann (1941–2019), deutscher Historiker
- Rudolf Tiedemann (1906–1978), deutscher Jurist, Landrat und Staatskommissar
- Rudolf von Tiedemann (1833–1888), preußischer Generalmajor
- Sibylle Tiedemann (* 1951), deutsche Regisseurin
- Tim Tiedemann (* 1994), deutscher Schauspieler
- Wilhelm Tiedemann (Pädagoge) (1880–1919), deutscher Lehrer
- Wilhelm Tiedemann (Fotograf) (1900–1982), deutscher Fotograf und Filmemacher